# Stilobezzia magnitheca
Stilobezzia magnitheca är en tvåvingeart som beskrevs av Gupta och Wirth 1968. Stilobezzia magnitheca ingår i släktet Stilobezzia och familjen svidknott. Inga underarter finns listade i Catalogue of Life.